# التوراس (فلوریدا)
التوراس، فلوریدا (به انگلیسی: Alturas, Florida) یک منطقهٔ مسکونی در ایالات متحده آمریکا است که در فلوریدا قرار دارد.

## خصوصیات
التوراس ۴٬۱۸۵ نفر جمعیت دارد و ۵۳٫۰۴ متر بالاتر از سطح دریا واقع شده‌است.